# Thanatephorus theobromae
Thanatephorus theobromae é uma espécie de fungo pertencente à família Ceratobasidiaceae.